# 김정희 필 대팽고회
김정희 필 대팽고회(金正喜 筆 大烹高會)은 대한민국 서울특별시 성북구 간송미술관에 있는 조선시대의 서예 작품이다. 2018년 4월 20일 대한민국의 보물 제1978호로 지정되었다.

## 개요
‘김정희 필 대팽고회’는 김정희(金正喜, 1786～1856)가 세상을 뜬 해인 1856년(철종 7)에 쓴 만년작(晩年作)으로, 행농(杏農)이라는 호를 쓴 인물에게 써 준 작품이다. 두 폭으로 구성된 분당지(粉唐紙) 위에 예서(隸書)로 쓴 대련(對聯) 형식이다. 
글씨의 내용은 중국 명나라 문인 오종잠(吳宗潛)의 「중추가연(中秋家宴)」이란 시에서 연유한 것으로, “푸짐하게 차린 음식은 두부ㆍ오이ㆍ생강ㆍ나물이고, 성대한 연회는 부부ㆍ아들딸ㆍ손자이네(大烹豆腐瓜薑菜」高會夫妻兒女孫)”라는 글귀를 쓴 것이다. 
평범한 일상생활이 가장 이상적인 경지라는 내용에 걸맞게 꾸밈이 없는 소박한 필법으로 붓을 자유자재로 운용해 노(老) 서예가의 인생관(人生觀)과 예술관(藝術觀)이 응축되어 있는 만년의 대표작이다. 김정희의 인생에 대한 태도와 성숙한 필법을 잘 보여주는 작품으로 한국서예사에 차지하는 위상이 높은 작품이다.

## 참고 자료
- 김정희 필 대팽고회 - 국가유산청 국가유산포털